# Rhygoplitis choreuti
Rhygoplitis choreuti är en stekelart som först beskrevs av Henry Lorenz Viereck 1912.  Rhygoplitis choreuti ingår i släktet Rhygoplitis och familjen bracksteklar. Inga underarter finns listade i Catalogue of Life.